# Охотськ (округ)
О́круг Охо́тськ (яп. オホーツク総合振興局, オホーツクそうごうしんこうきょく, МФА: [ohot͡su̥ku soːgoː ɕinkoːkʲoku̥]) — округ префектури Хоккайдо в Японії. Центральне місто округу — Абасірі. Названий за іменем Охотського моря, на південному узбережжі якого він розташований. Округ знаходиться на північному сході префектури Хоккайдо. Частину округу займає західна сторона півострова Сіретоко. Межує з округами: Соя, Камікава, Токаті, Кусіро, Немуро.
Заснований 1 квітня 2010 року шляхом реорганізації О́бласті Абасі́рі (яп. 網走支庁, あばしりしちょう, МФА: [abaɕiɾʲi ɕi̥t͡ɕoː]). Остання була заснована 1897 року.

## Адміністративний поділ
- Абасірі
- Кітамі
- Момбецу
- Повіт Абасірі: Біхоро - Одзора - Цубецу
- Повіт Момбецу: Енґару - Нісі-Окоппе - Окоппе - Ому - Такіноуе - Юбецу
- Повіт Сярі: Кійосато - Косімідзу - Сярі
- Повіт Токоро: Куннепу - Окето - Сарома